# Козін Іван Федорович
Іван Федорович Козін (нар. 1890, село Радушино Арзамаського повіту Нижньогородської губернії, тепер Арзамаського району Нижньогородської області, Російська Федерація — 3 квітня 1954, місто Горький, тепер Нижній Новгород, Російська Федерація) — радянський діяч, голова Чебоксарської міської ради Чуваської АРСР, заступник голови Ради народних комісарів Чуваської АРСР, член ВЦВК. Член Центральної контрольної комісії ВКП(б) у 1930—1934 роках.

## Біографія
Освіта початкова. У 1903—1907 роках працював розсильним у купця Холодкова в Нижньому Новгороді. У 1907—1917 роках — робітник ткацької фабрики, машиніст парових котлів Сормовського металічного заводу Нижньогородської губернії.
Член РСДРП(б) з квітня 1917 року.
У 1918 році служив у Червоній армії на Східному фронті.
У 1918—1919 роках — надзвичайний комісар Арського повіту Казанської губернії; член Казанської губернської надзвичайної комісії по боротьбі з контрреволюцією і саботажем (губЧК).
У 1919—1924 роках — товариш (заступник) голови Цивільської повітової надзвичайної комісії по боротьбі з бандитизмом; заступник голови Цивільської повітової міліції; завідувач відділів праці та управління виконавчого комітету Цивільської повітової ради; голова виконавчого комітету Цивільської повітової ради Чуваської АРСР.
У 1924—1925 роках — голова виконавчого комітету Чебоксарської повітової ради, завідувач Чуваського обласного відділу комунального господарства, заступник народного комісара внутрішніх справ Чуваської АРСР.
25 грудня 1925 — 14 січня 1929 року — голова Чебоксарської міської ради Чуваської АРСР.
У січні 1929 — січні 1934 року — голова Чуваської обласної контрольної комісії ВКП(б) — народний комісар робітничо-селянської інспекції Чуваської АРСР.
У 1934—1937 роках — заступник голови Ради народних комісарів Чуваської АРСР.
У 1937—1941 роках — секретар партійної колегії Комісії партійного контролю при ЦК ВКП(б) по Чуваській АРСР; в апараті Комісії партійного контролю при ЦК ВКП(б).
У 1941—1943 роках — у Червоній армії, учасник німецько-радянської війни.
У 1943—1950 роках — інструктор Сормовської районної ради міста Горького, заступник голови правління швейної артілі в Горькому.
З 1950 року — персональний пенсіонер у місті Горькому, де й помер 3 квітня 1954 року.